# Zeynep Beşerler
Zeynep Beşerler (* 1. August 1979 in Izmir) ist eine türkische Schauspielerin.

## Biografie
Beşerler wurde am 1. August 1979 in Izmir geboren. Sie studierte an der Universität Istanbul. Ihr Debüt gab sie 2003 in der Fernsehserie Alacakaranlık. Von 2005 bis 2007 trat sie in Ihlamurlar Altında auf. Anschließend setzte sie 2007 ihre Karriere in der Serie Nazlı Yarim fort.
2010 wurde sie für den Film Kağıt gecastet. Im selben Jahr bekam Beşerler in dem Film Sultanın Sırrı eine Hauptrolle. 2013 heiratete sie Emir İçgören. Zwischen 2010 und 2014 war sie in Arka Sokaklar zu sehen. Unter anderem spielte Beşerler 2022 in den Theaterstück Hangisi Karısı? mit.

## Filmografie
Filme
- 2009: Türkler Çıldırmış Olmalı
- 2010: Kağıt
- 2010: Sizi Seviyorum
- 2010: Sultanın Sırrı
- 2010: Şov Bizinıs
- 2011: Mavi Pansiyon
- 2012: N'apcaz Şimdi?

Serien
- 2003: Alacakaranlık
- 2005–2007: Ihlamurlar Altında
- 2005: Rüzgarlı Bahçe
- 2006: Esir Kalpler
- 2007: Nazlı Yarim
- 2010–2011: Aşk ve Ceza
- 2010–2014: Arka Sokaklar